# 百慕大金融管理局
百慕大金融管理局（英語：Bermuda Monetary Authority）是百慕大金融服务业的综合监管机构。
依据百慕大金融管理局法案，百慕大金融管理局于1969年正式成立。其职责是负责管理监督检查其他金融机构依法运行。同时金管局也负责发行百慕大国家货币；管理控制交易所交易；协助百慕大的其他管理机构查明和预防金融犯罪；并向政府和公共机构就银行业及其他金融和货币事宜提供意见。
百慕大金融管理局制定了基于风险的适用于各金融机构的金融监管体系，这些机构包括银行、信托公司、投资公司、投资基金、基金管理人、货币服务公司和保险公司。金管局也监管百慕大证券交易所。

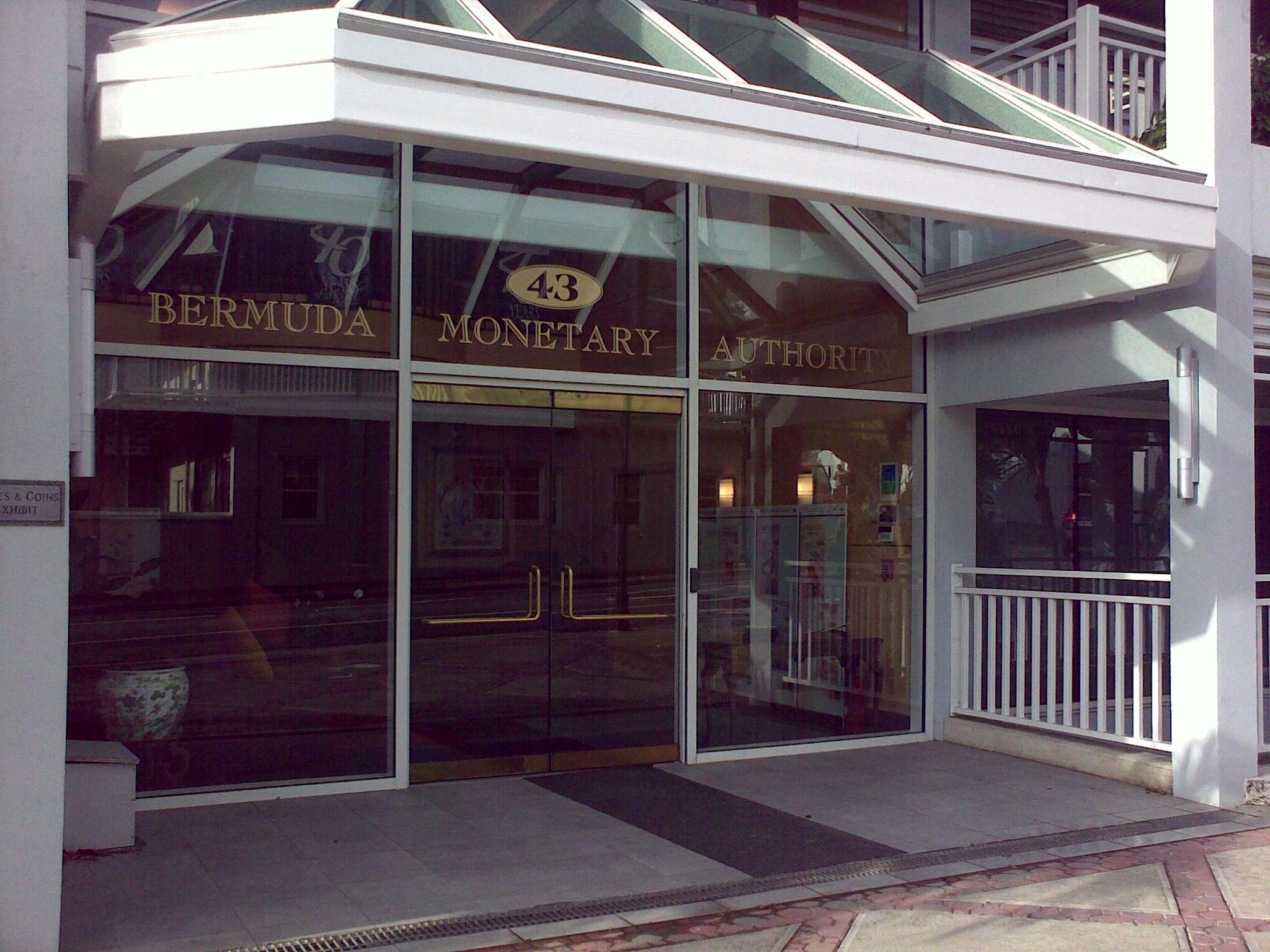
百慕大金融管理局